# Chapelles dans le Bajsko groblje à Subotica
Les chapelles dans le Bajsko groblje à Subotica (en serbe cyrillique : Капеле на Бајском гробљу у Суботици ; en serbe latin : Kapele na Bajskom groblju u Subotici) sont des chapelles catholiques situées à Subotica et dans le district de Bačka septentrionale, en Serbie. Elles sont inscrites sur la liste des monuments culturels protégés de la république de Serbie (identifiant no SK 1816).

## Présentation
Au cours du XIXe siècle, tous les cimetières de Subotica ont été agrandis ; le vieux Bajsko groblje a ainsi reçu son extension actuelle en 1803. Dans les années 1880, avec le développement économique de la ville, de riches familles ont commencé à s'y faire ériger des chapelles funéraires, comme celles des familles Vojnić en 1879 et Antunović en 1882, conçues par l'architecte Titus Mačković. Toutes ces chapelles en briques ou enduites de plâtre, au toit recouvert de tuiles plates ou de feuilles de zinc ou de cuivres, ont influencé les chapelles du Cimetière orthodoxe de la ville, comme la chapelle Leović et la chapelle Ostojić.

## Chapelles classées

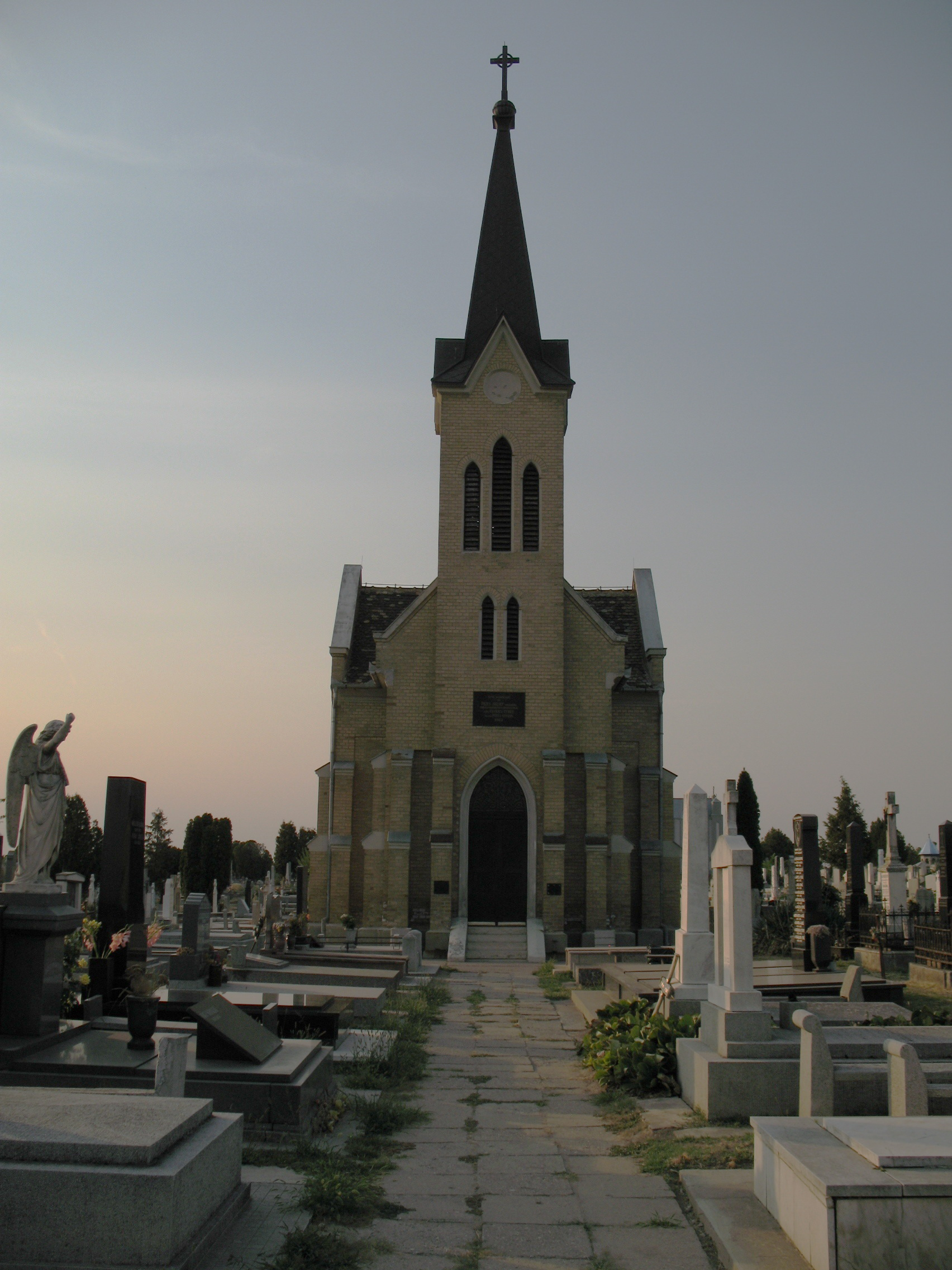
Vue de la chapelle Peić.

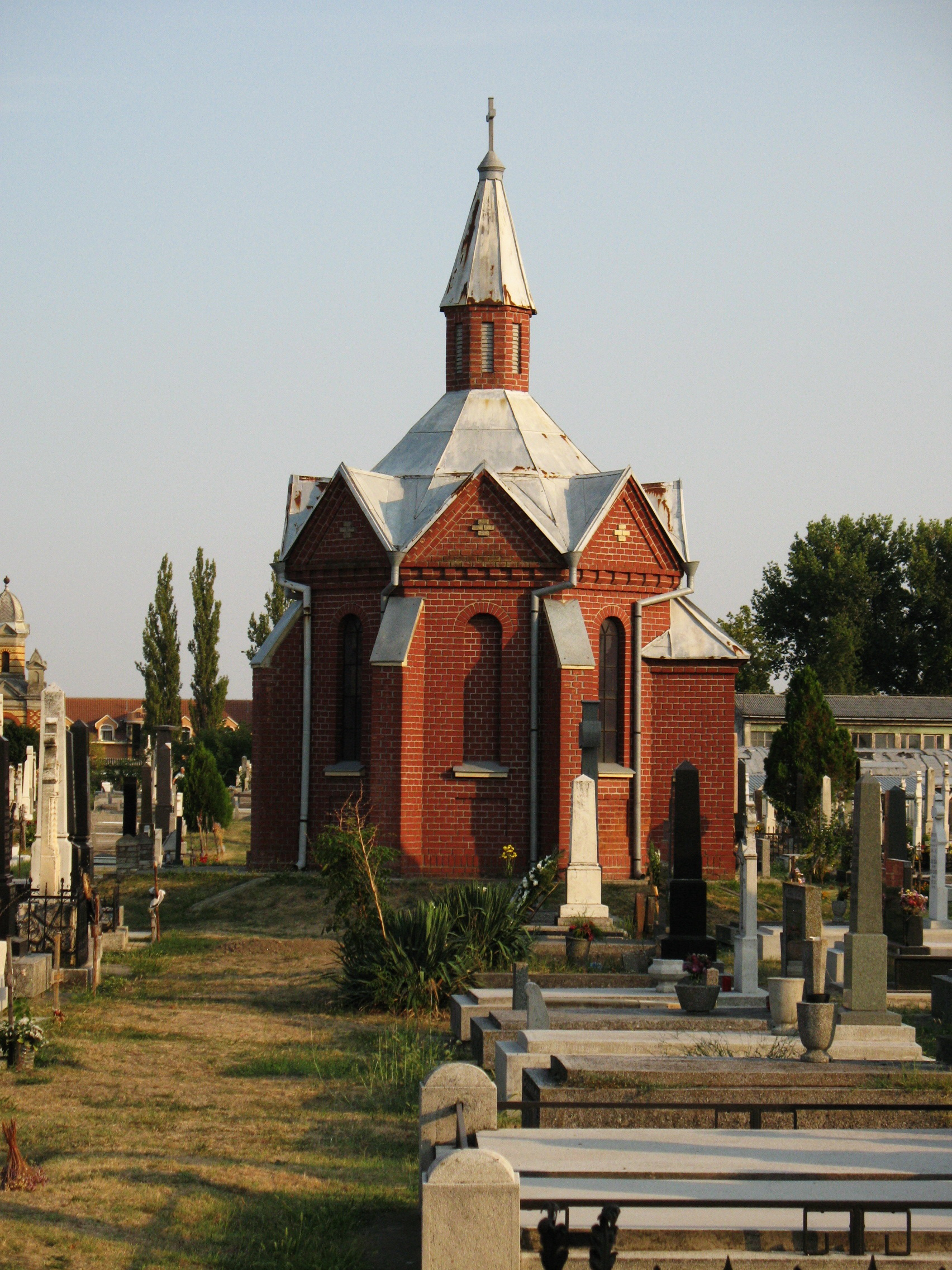
Vue de la chapelle Lichtnekert.

- La chapelle Almassy-Antunović a été construite en 1879 sur des plans de Titus Mačković[2].
- La chapelle Vojnić a elle aussi construite en 1879 par Titus Mačković ; à l'origine, elle était entièrement de style néogothique mais, dans les années 1930, elle a été modifiée par la suppression de ses deux tours centrales et des tours latérales ; en revanche, son allure générale et la forme des ouvertures a ont été conservées[2].
- La chapelle Vuković-Marton a été construite en 1901 selon un projet de l'architecte Géza Kocka ; elle est caractéristique du style néo-Renaissance auquel se mêlent des éléments Sécession. Elle est édifiée sur une base carrée et est dominée par un dôme hexagonal. Elle est constituée de briques et est dotée de contreforts de style Sécession en pierre artificielle[2].
- La chapelle du prêtre (ou chapelle Kertes) a été construite en 1901 dans un style mêlant l'Art nouveau et l'architecture orientaliste. Son premier propriétaire a été Nandor Kertes mais, au milieu du siècle, elle a servi de chapelle sacerdotale. De base carrée, l'édifice est dominé par un dôme octogonal en tôle décoré de figures de poissons. Les murs se terminent par une corniche profilée ondulée[2].
- La chapelle Balogh a été édifiée en 1903 sur des plans de l'architecte Mátyás Salga dans un style éclectique. De plan carré, l'édifice est doté de quatre tourelles et d'un dôme central hexagonal recouvert de feuilles de tôle. Les façades sont constituées de briques alternativement jaunes et rouges. À la base du dôme se trouve un petit tympan triangulaire[2]. Le dômee est surmonté d'une pomme avec une croix tandis que les tourelles d'angle sont ornées de pointes en métal décoratives[2].
- La chapelle Peić a été construite en 1903 par Géza Kocka en 1903 dans un style néo-gothique. Elle est encore en fonction aujourd'hui, servant pour les enterrement dans le Bajsko groblje. Elle s'inscrit dans un plan cruciforme et est dotée d'un clocher central. À l'intérieur, l'édifice abrite un autel en bois d'origine et de style néo-gothique[2].
- La chapelle Dulić a été édifiée dans un style néo-gothique en 1906. De plan carré, elle est construite en briques avec un soubassement en pierres rouges et dominée par un dôme[2].
- La chapelle Deak, construite en 1911, ressemble à la chapelle Vuković-Marton. De plan carré, elle est dominée par un dôme hexagonal. Les murs constitués de briques recouvertes de ciment. Le portail, comme les fenêtres, mêle le bois et le fer forgé[2].
- La chapelle Lichtnekert, construite en 1913 dans un style néo-gothique avec des éléments néo-Renaissance, est l'œuvre de l'architecte Titus Mačković[2]. De plan octogonal, elle est constituée de briques rouges[2] ; chaque partie de l'octogone se termine par un pignon avec une décoration de briques blanches[3]. Le toit est couvert de tôle[2] et, au-dessus du toit, s'élève une lanterne reposant sur un tambour hexagonal et surmontée d'une croix[3].
- La chapelle Vereš-Matyas a été construite à l'initiation de la femme d'Elek Vereš en 1928 selon un projet d'István Vacy. Elle est caractéristique du style néo-roman. Elle est constituée d'une nef unique avec un transept et prolongée par deux grandes absides. Les murs sont enduits de plâtre et reposent sur un soubassement en pierres. Le portail principal est encadré par des pilastres ; au-dessus de ce portail s'élève un clocher octogonal avec des arcades ouvertes[2].